# Inés Núñez de la Parte
Inés Núñez de la Parte (Bilbao, 1974) es una consejera y alta directiva española, experta en gobierno corporativo y asesoría jurídica de empresas. Actualmente es Presidenta del Órgano de Cumplimiento, Secretaria del Consejo de Administración y Directora de la Asesoría Jurídica de Tubos Reunidos, así como consejera y administradora de sus filiales.

## Biografía
Inés Núñez de la Parte es hija de Carmina  de la Parte y de Francisco Javier Núñez, a quien perdió trágica e injustamente cuando tenía tres años. Inés, ya desde muy pequeña, no jugaba a ser princesa, sino a ser comandante, siguiendo el ejemplo del héroe del anime Comando Ge. Tras estudiar secundaria en Bilbao (Bizkaia) y en San José (California),se graduó en Derecho por la Universidad de Deusto. En 1998 realizó el Máster de la Escuela de Práctica Jurídica Pedro Ibarreche del Ilustre Colegio de la Abogacía de Bizkaia (ICAV); en 2004 obtuvo el título de Máster en Asesoría Jurídica de Empresa por la Universidad de Deusto; en 2013 el de Experta en Arbitraje por el ICAV; en el mismo año completó su formación como directiva con el Advanced Management Program del Instituto de Empresa; en 2014 con el programa de Gobierno Corporativo y Consejos de Administración de Deloitte y Spencer Stuart; y en 2015 con el Leadership in Corporate Counsel Program de Harvard University (Boston USA).

### Trayectoria profesional
Ejerció durante cinco años como abogada asociada en un despacho boutique de Bilbao. Después pasó a dirigir los servicios jurídicos de Indar Electric en Beasáin (Guipúzcoa). En el año 2007 le nombraron Directora Corporativa de Servicios Jurídicos de todo el grupo industrial Ingeteam, con presencia en los cinco continentes. Fue miembro del Comité de Dirección, y Secretaria del Comité de Cumplimiento desde 2014. 
En el año 2015,fue reconocida como una de las diez directivas españolas más destacadas en la 4ª Edicióndel ranking “Top 100 Mujeres Líderes en España”.En una entrevista, ella comentaba que ser mujer en un puesto directivo, en un mundo de hombres, supone una oportunidad, y también la responsabilidad de liderar un cambio desde dentro de la empresa.
En 2018 ocupó el cargo de Directora de Asesoría Jurídica de Tubos Reunidos y fue nombrada Secretaria del Consejo de Administración de esa sociedad.Es mujer referente en Consejos de Administración. Combina su actividad profesional con su vocación académica como profesora en el Eseune y Deusto, y vicepresidenta de la Asociación de Antiguos Alumnos de la Facultad de Derecho de la Universidad de Deusto.
También ejerce como árbitro para la resolución de conflictos entre empresas industriales,y ha sido jueza de la final española en la quinta edición de la competición de derecho internacional Philip C. Jessup International Law Moot Court Competition, que reúne a más de 645 universidades de aproximadamente 95 países.

### Trayectoria de defensa de los derechos humanos
Cuando cumplió dieciocho años, su madre con un diario en la mano, en el que guardaba anotados los hechos relatados por su marido, le explicó a su hija cómo había muerto su padre a los 38 años de edad.Francisco Javier Núñez Fernández, profesor de matemáticas, murió en el año 1977.Su madre le contó que el domingo 15 de mayo, como era habitual, Paco salió con su hija Inés de tres años, a misa y a comprar el periódico. Cuando volvían a casa, en el centro de Bilbao, al doblar la esquina, padre e hija se encontraron con una manifestación. En el contexto de la violencia terrorista de ETA y la transición de la dictadura del general Franco a la actual monarquía parlamentaria en España, Euskadi celebraba la segunda semana pro-amnistía. Dos policías empezaron a pegar a Paco delante de su hija, poco a poco éste logró llegar a casa, con el fin de proteger a su hija dentro del portal, pero mientras los policías seguían golpeándolo. Inés no recordaba nada de lo ocurrido.Dos días más tarde, y tras consultarlo con su hermano que era abogado, el padre de Inés fue a denunciar los hechos al Palacio de Justicia. En ese momento aparecieron dos policías vestidos de paisano y se lo llevaron a una furgoneta donde lo torturaron.Como consecuencia de este hecho Paco fue hospitalizado y murió.
La familia Núñez de la Parte durante décadas vivió silenciada y amenazada. Hasta que Inés, en el año 2000 fue a pedir los impresos para solicitar el reconocimiento de su padre como víctima de terrorismo o abusos policiales. Esa misma tarde ella recibió por teléfono amenazas de muerte.Después de seguir denunciando durante muchos años las injusticias cometidas contra su familia, por fin, en 2012 recibieron un reconocimiento por parte del Gobierno Vasco,y, en 2021, por parte del Gobierno de España, como víctimas de abusos policiales. Con el fin de lograr ese reconocimiento y de promover el respeto de los derechos humanos, Inés ha dado múltiples entrevistas en los medios de comunicación y ha participado, junto con víctimas de ETA, en la plataforma Eraikiz en favor de la paz y en el programa Adi-Adian, desarrollado en centros de enseñanza secundaria y universidades del País Vasco para concienciar en la convivencia. Desde 2017 forma parte del Foro Bilbao por la Paz y la Convivencia, que impulsa actuaciones y programas para profundizar en los valores del respeto y de la convivencia.

## Premios y reconocimientos
- En el año 2013, fue galardonada con el Premio Internacional de la Abogacía Iberian Lawyer 40 under 40, en la categoría de asesora jurídica de empresa.[4][29]
- En el año 2014, por su actividad en favor de la paz, obtuvo el Premio René Cassin de Derechos Humanos que otorga el Gobierno Vasco.[3][4]
- En el año 2015, fue una de las diez directivas españolas seleccionadas, en el ranking de las "Top 100 mujeres líderes de España".[8]
- En el año 2016, fue galardonada con el Premio Empresarial de AED a la Directiva del año (Asociación de Empresarias y Directivas de Bizkaia).[30]
- En el año 2016, recibió el Premio Txema Fínez, a la promoción de la Justicia.[31][32]
- En el año 2016, fue nombrada como General Counsel de referencia en la península ibérica por la GC’s Powerlist de Legal 500.[16]